# 白方村 (香川県)
白方村（しらかたむら）は、香川県仲多度郡にあった村。

## 歴史
- 1890年2月15日 - 町村制施行に伴い、多度郡西白方村（にししらかたむら）、東白方村（ひがししらかたむら）、奥白方村（おくしらかたむら）が合併し、白方村が発足。
- 1899年4月1日 - 多度郡が那珂郡と合併し、仲多度郡となる。
- 1954年5月3日 - 多度津町・四箇村と新設合併し、多度津町が改めて発足。同日付で白方村が廃止。